# Evelyn Strausová

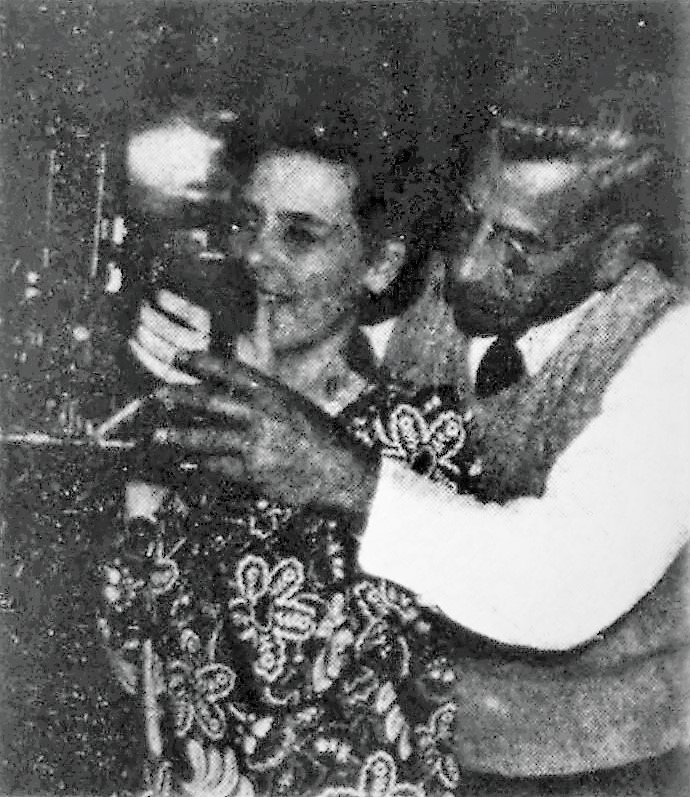
Hank Olen, fotograf New York Daily News, poučující Evelyn Strausovou o správném způsobu držení Speed Graphic, 1942

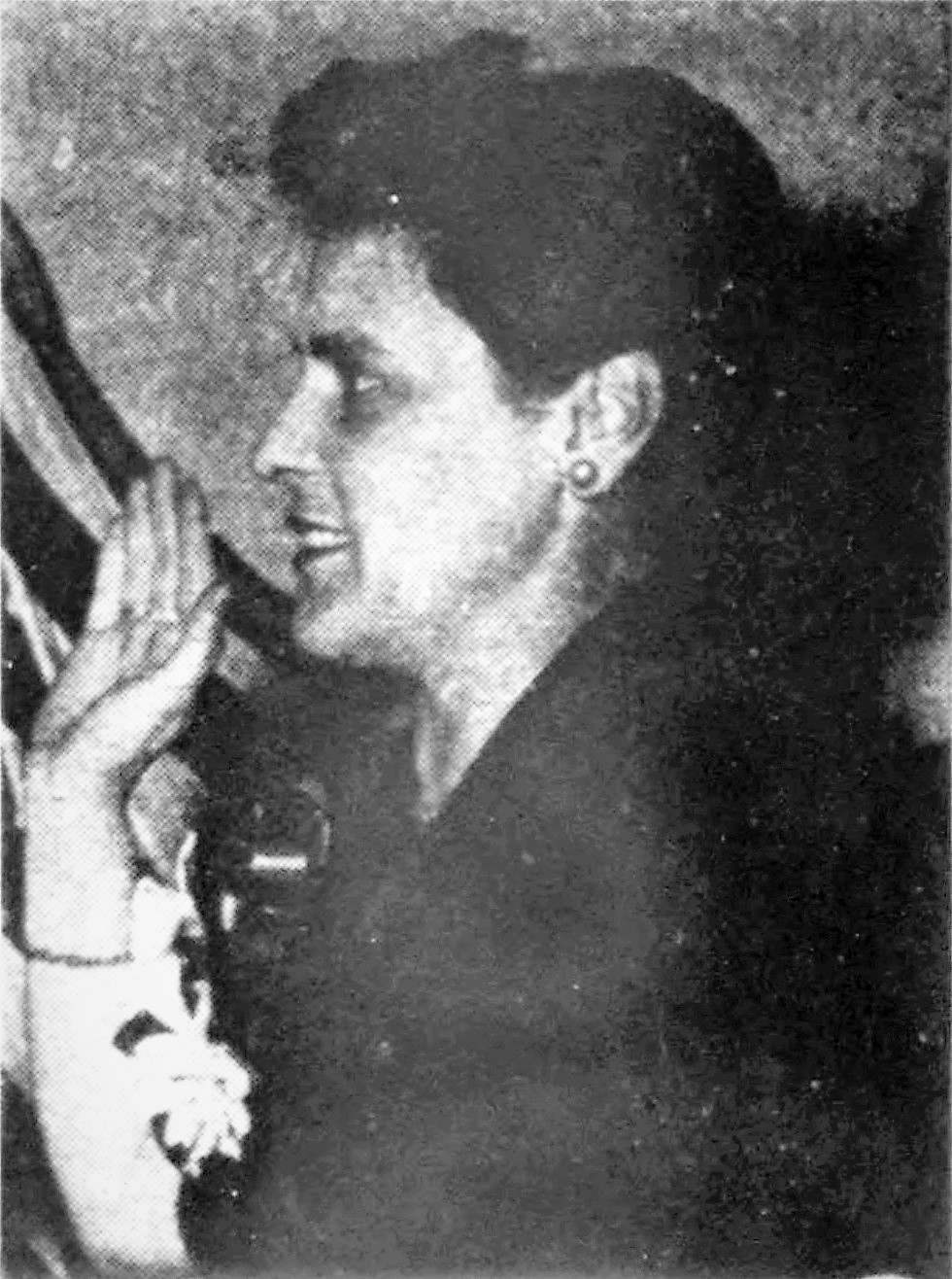
Fotografka Daily News Evelyn Strausová skládá přísahu do Asociace novinářských fotografů v New Yorku, 1952

Evelyn Strausová (nepřechýleně Evelyn Straus; 22. června 1916 Brooklyn, New York – 10. března 1992 Southampton) byla americká fotografka a jedna z prvních fotoreportérek a první fotografka zaměstnaná v Daily News v New Yorku. Byla jednou z prvních žen přijatých v roce 1945 do National Press Photographers Association a v roce 1952 vstoupila do Asociace novinářských fotografů v New Yorku, jakmile umožnila členství žen. Během své kariéry byla Strausová nominována na Pulitzerovu cenu za fotografii a její práce byly uvedeny v Muzeu moderního umění.

## Životopis
Evelyn Strausová se narodila 22. června 1916 v Brooklynu ve státě New York Dorothy C. a Williamu R. Strausovým. Měla staršího bratra, Williama Leroye Strause. Od mládí se u ní začal projevovat zájem o fotografii, když jí strýc koupil fotoaparát a naučil ji s ním zacházet. Ve dvanácti nebo třinácti letech experimentovala s fotografickým zvětšovacím přístrojem a ve svém domě si nechala zřídit vlastní temnou komoru. Své střední vzdělání začala na střední škole Franklina K. Lanea v New Yorku, ale v roce 1931 přestoupila na střední školu Hempstead, když se její rodina přestěhovala do okresu Nassau v New Yorku. Po absolvování střední školy v roce 1933, Strausová navštěvovala Nassau County Collegiate Center po dobu tří let, a soutěžila ve sportu, byla jmenována "Nejlepší atletkou" ve škole v roce 1937. Vystudovala svobodná umění a společenské vědy a získala titul bakaláře umění.

## Kariéra
Strausová začala pracovat v Daily News v New Yorku v reklamním oddělení v roce 1938 a později pracovala v oddělení reklamy. Během druhé světové války mnoho fotografů pracujících v tisku odešlo do zámoří, čímž se otevřely příležitosti pro ženy. V roce 1942 byla Strausová přeložena, aby se stala praktikantkou ve zpravodajské fotografii. Byla první ženou, kterou Daily News zaměstnalo jako součást svého fotografického týmu. Zabývala se všemi typy příběhů, od politiky po společnost, přírodní katastrofy po sociální hnutí a obecná zadání. Když se jí Strausová zeptal, zda potřebuje speciální dovednosti pro tuto práci, doporučila, že kromě atletiky vyžaduje tato práce přizpůsobené oblečení. Vysoké podpatky byly nepraktické, a tak si brala vycházkovou botu na středním podpatku. Nechala si také ušít oblečení na míru, aby zajistila, že tam budou dostatečné kapsy na osobní věci, stejně jako film a žárovky.
V červenci 1945, čtyři měsíce po založení National Press Photographers Association, se Strausová připojila k organizaci spolu s pěti dalšími ženami — Margaret Hazel z The Louisville Times, Adelaide Leavy z ACME Newspictures, Sodelvia Rihn z Baltimore News-Post, Lucille Tandy ze The San Diego Tribune a Libby Whitmanová z The Canton Repository. V roce 1952, stále jediná žena fotografka v Daily News, Strausová se připojila k Press Photographers Association of New York City, když začali přijímat ženy. Následující rok byla její fotografie Panhandling Costello mezi šesti finalisty Pulitzerovy ceny za fotografii, ačkoli prohrála s Williamem M. Gallagherem. Jedna z jejích nejikoničtějších fotografií se objevila na titulní stránce Daily News během dělnických stávek, které sužovaly období starosty Williama O'Dwyera v letech 1946 až 1949. Na fotografii si O'Dwyer utíral své čelo během vyjednávání s odbory. Když Bob Warner dělal na začátku 60. let pro Editor &amp; Publisher sérii o ženských zpravodajských fotografkách, odhadl, že v té době bylo ve zpravodajství jen asi dvacet fotografek na plný úvazek. Strausová byla jednou z nich. Strausová byl dobře známá v politických kruzích a kruzích celebrit a její dílo bylo v roce 1973 zahrnuto do výstavy From the Picture Press v Muzeu moderního umění. V Daily News pracovala až do svého odchodu do důchodu v roce 1975.

## Osobní život
Když Strausová odešla do důchodu, přestěhovala se do Montauku v New Yorku se svou dlouholetou partnerkou Margaret „Peggy“ Moffattovou. Moffattová se narodila v Nainitalu v Indii, zatímco její rodiče tam sloužili jako misionáři od roku 1920 do roku 1945. Navštěvovala střední školu Yakima v Yakimě ve státě Washington a získala certifikát ošetřovatelky. V 50. letech pracovala v nemocnici American Lake Veterans' Hospital v Pierce County, Washington, ale v 60. letech se přestěhovala do New Yorku, kde byla zaměstnána jako zdravotní sestra v nemocnici Southampton. Od roku 1967 spolu obě ženy trávily prázdniny v Montauku na chatě, kterou udržovaly na South Endicott Place v Lower Shepherds Neck a neustále bavily členy Moffattovy rodiny.

## Smrt a dědictví
Strausová zemřela v nemocnici Southampton na Long Islandu ve státě New York 10. března 1992. Byla známá pro svou průkopnickou roli fotoreportérky a jedné z mála žen, které vstoupily do tohoto oboru ve Spojených státech ve 40. letech 20. století.